# Курджиново
Курджиново — село в Урупському районі Карачаєво-Черкесії.
Населення — 4389 тисячі жителів (2006).
Село розташовано на лівому березі річки Велика Лаба (частина Лаби). Центр селища розташовано на висоті 900 м вище за рівень моря.